# Arrival (canção)
"Arrival" é uma canção gravada em 1976 pelo grupo sueco ABBA, que foi destaque em seu álbum de mesmo nome. É uma peça instrumental, criada principalmente por Benny Andersson e teve vários títulos de trabalho, como "Fiol", "Ode to Dalecarlia" e "Arrival in Dalecarlia".

## Composição
"Arrival" foi a segunda e última canção do grupo a não conter letras, seguindo "Intermezzo No.1", que foi lançado no ano anterior. Assim como "Intermezzo No.1", a composição é fortemente influenciada pela música folclórica tradicional sueca, e foi escrita por Benny Andersson e Björn Ulvaeus. Foi gravada em 30 de agosto de 1976 na Metronome Studio de Estocolmo. O título do álbum, Arrival, deu o nome para o instrumental, e não o contrário. Foi também uma das útlimas faixas a ser gravada para o álbum antes de seu lançamento em 11 de outubro de 1976.
Em 1983, uma versão diferente da música com letras, chamado "Belle", foi cantada por Daniel Balavoine e Anni-Frid Lyngstad como parte do músical francês Abbacadabra. Também em 1983, foi regravada com letras diferentes, e lançado como "Time" por B.A. Robertson e Lyngstad.